# Wotan Wilke Möhring
Wotan Wilke Möhring (Detmold, 23 de mayo de 1967) es un actor y músico alemán, más conocido por haber interpretado a Joe en la película El experimento y por sus participaciones en la televisión y en películas alemanas.

## Biografía
Su padre fue un oficial del ejército y su madre una maestra, tiene una hermana Wiebke Möhring, y dos hermanos Hauke y el actor Sönke Möhring. 
Wotan estuvo en el ejército por dos años. 
Salió con Anna Theis con quien tiene tres hijos, Mia Josefine Möhring quien nació el 22 de enero de 2009, Karl Michel Möhring quien nació en mayo del 2011 y Henriette Mari Möhring en enero del 2013. La pareja se separó a principios del 2014.

## Carrera
Antes de convertirse en actor Wotan fue músico, incluso actuó con DAF/DOS, grupo que fundó junto con Gaby Delgado-López.
Sönke ha trabajado con su hermano en producciones como Echte Männer, Cowgirl, Goldene Zeiten, 3 Engel auf der Chefetage, Video Kings, Bella Block - Vorhersehung y en Hindenburg.
En 2001 apareció en el thriller Das Experiment, donde interpretó a Joe. En 2003 apareció en la película Anatomía 2, la secuela de Anatomía, donde interpretó a Gregor. En 2006 interpretó a Bastian von Haase en la serie Ein starkes Team durante el episodio "Zahn um Zahn"; anteriormente había aparecido por primera vez en la serie en 2001 cuando interpretó a Ingo Voss en el episodio "Lug und Trug". En 2008 interpretó al sargento Kolbe en la película norteamericana Valkyrie. En 2009 interpretó al padre de Bower de joven en la película Pandorum.
En 2013 apareció en varios episodios de la serie Tatort, donde dio vida al inspector en jefe Thorsten Falke hasta 2014; anteriormente había interpretado a Phillip Rahn en el episodio "Todesschütze" en 2012, a Frank Weber durante el episodio "Müll", a Holger Lindner en el episodio "Die dunkle Seite" en 2007 y a Sven Forthmann durante el episodio "Pauline" en 2006.

## Filmografía

### Películas
| Año  | Título                                          | Personaje                |
| ---- | ----------------------------------------------- | ------------------------ |
| 2016 | Winnetou & Old Shatterhand                      | Shatterhand              |
| 2016 | Untitled CRO Project                            | -                        |
| 2015 | Sex & Crime                                     | Valentin                 |
| 2015 | Seitenwechsel                                   | Alex Paschke             |
| 2015 | Kleine Ziege, sturer Bock                       | Jakob                    |
| 2015 | Da muss Mann durch                              | Paul                     |
| 2014 | Alles Ist Liebe                                 | Hannes                   |
| 2014 | WhoAmI                                          | Stephan                  |
| 2014 | Da muss Mann durch                              | Paul Schuberth           |
| 2014 | Besser als nix                                  | Carsten Rasmus           |
| 2013 | Stralsund - Freier Fall                         | Benjamin Lietz           |
| 2013 | Stralsund - Tödliches Versprechen               | Benjamin Lietz           |
| 2012 | Obendrüber da schneit es                        | Gregor Thaler            |
| 2012 | Mann tut was Mann kann                          | Paul Schuberth           |
| 2012 | Das Leben ist nichts für Feiglinge              | Markus                   |
| 2012 | Stralsund - Blutige Fährte                      | Benjamin Lietz           |
| 2011 | Der letzte schöne Tag                           | Lars Langhoff            |
| 2011 | Männerherzen... und die ganz ganz große Liebe   | Roland                   |
| 2011 | Homevideo                                       | Claas Moormann           |
| 2011 | Freilaufende Männer                             | Thomas Zabel             |
| 2011 | Black Brown White                               | Doc                      |
| 2011 | Hindenburg                                      | Karl Erdmann             |
| 2011 | Raju                                            | Jan Fischer              |
| 2011 | Gegengerade - 20359 St. Pauli                   | -                        |
| 2011 | Quirk of Fate - Eine Laune des Schicksals       | Luke Hallow              |
| 2011 | Der Brand                                       | Ralph Nester             |
| 2010 | Stralsund - Ausser Kontrolle                    | Benjamin Lietz           |
| 2010 | Der Doc und die Hexe                            | Dr. Georg Burger         |
| 2010 | Blond bringt nix                                | Jakob Held               |
| 2010 | Das letzte Schweigen                            | Timo Friedrich           |
| 2010 | Wie Matrosen                                    | Dennis Koch              |
| 2010 | Henri 4                                         | Henri de Guise           |
| 2009 | Heimspiel                                       | Andreas Vossen           |
| 2009 | Männerherzen                                    | Roland Feldberg          |
| 2009 | Eine Frage des Vertrauens                       | Jan Bruckner             |
| 2009 | Pandorum                                        | Padre de Bower           |
| 2009 | Soul Kitchen                                    | Thomas Neumann           |
| 2009 | Zwölf Winter                                    | Prothmann                |
| 2009 | Kinder des Sturms                               | Harald Bergmann          |
| 2009 | Dawn                                            | Eric Palmer              |
| 2008 | Valkyrie                                        | Sargento Kolbe           |
| 2008 | In Jeder Sekunde                                | Christoph Zach           |
| 2008 | Leo und Marie - Eine Weihnachtsliebe            | Leo Schreiber            |
| 2008 | Ein riskantes Spiel                             | Andreas                  |
| 2008 | Hardcover                                       | Dominik "Nick/Dom" Adler |
| 2007 | Neben der Spur                                  | Johannes                 |
| 2007 | Copacabana                                      | Herald                   |
| 2007 | Kuckuckszeit                                    | Jens Hendrik             |
| 2007 | Gegenüber                                       | Michael Gleiwitz         |
| 2007 | Video Kings                                     | Horst                    |
| 2006 | Bettis Bescherung                               | Fabián Fuchs             |
| 2006 | Nichts als Gespenster                           | Jonas                    |
| 2006 | 3 Engel auf der Chefetage                       | Paul                     |
| 2006 | Die Unbeugsamen                                 | Max Anders               |
| 2006 | Freundinnen fürs Leben                          | Meier                    |
| 2006 | Mord auf Rezept                                 | Noah Becker              |
| 2006 | Hotel Kalifornien                               | -                        |
| 2006 | La mer                                          | -                        |
| 2006 | Goldene Zeiten                                  | Ingo Schmitz             |
| 2005 | Heimliche Liebe - Der Schüler und die Postbotin | Peter Wörner             |
| 2005 | Blindes Vertrauen                               | Ferdinand von Bredow     |
| 2005 | Der Schatz der weißen Falken                    | Jan a los 35 años        |
| 2005 | Almost Heaven                                   | Carlo Schuster           |
| 2005 | Antikörper                                      | Michael Martens          |
| 2005 | Küss mich, Hexe!                                | Harry Tänzel             |
| 2004 | Cowgirl                                         | Max                      |
| 2004 | Zwischen Liebe und Tod                          | Max                      |
| 2004 | Die Konferenz                                   | Karsten Graf             |
| 2004 | Die Rückkehr des Vaters                         | Paul Trautner            |
| 2003 | Königskinder                                    | -                        |
| 2003 | Tage des Sturms                                 | Hartmut Brücken          |
| 2003 | Echte Männer?                                   | Mike Krieger             |
| 2003 | Eierdiebe                                       | Martín Schwarz           |
| 2003 | Anatomía 2                                      | Gregor                   |
| 2002 | Olgas Sommer                                    | Paul                     |
| 2002 | Die Hoffnung stirbt zuletzt                     | Jens                     |
| 2002 | Liebe und Verrat                                | Benno Deukert            |
| 2002 | Himmelreich auf Erden                           | Roland                   |
| 2001 | Die Großstadt-Sheriffs                          | Schwarz                  |
| 2001 | Schluss mit lustig!                             | Moritz                   |
| 2001 | Julietta                                        | Castor                   |
| 2001 | Lammbock                                        | Frank                    |
| 2001 | Das Experiment                                  | Joe                      |
| 2000 | Die Unbesiegbaren                               | -                        |
| 2000 | Rillenfieber                                    | Rille                    |
| 2000 | Kaffee und Kippen                               | Bob                      |
| 2000 | Otto - Der Katastrofenfilm                      | Brock                    |
| 2000 | 8 Grad Celsius                                  | Mark                     |
| 2000 | Hat er Arbeit?                                  | Karl Hansen              |
| 2000 | Rillenfieber                                    | Rille                    |
| 1999 | St. Pauli Nacht                                 | -                        |
| 1999 | Bang Boom Bang - Ein todsicheres Ding           | Futbolista               |
| 1998 | Zoe                                             | Ted                      |
| 1998 | Die Bubi Scholz Story                           | -                        |
| 1998 | Gehetzt - Der Tod im Sucher                     | -                        |

### Series de televisión
| Año             | Título                                           | Personaje            | Notas                   |
| --------------- | ------------------------------------------------ | -------------------- | ----------------------- |
| 2013 - presente | Tatort                                           | Insp. Thorsten Falke | 8 episodios             |
| 2013            | Das Adlon. Eine Familiensaga                     | Friedrich Loewe      | 3 episodios - miniserie |
| 2012            | Der Doc und die Hexe                             | Dr. Georg Burger     | 2 episodios             |
| 2009            | Bella Block                                      | Holger Thom          | episodio "Vorsehung"    |
| 2008            | KDD - Kriminaldauerdienst                        | Fred Steiner         | episodio                |
| 2007            | Der Kriminalist                                  | Andreas Bohm         | episodio "Abwärts"      |
| 2006            | Ein starkes Team                                 | Bastian von Haase    | episodio "Zahn um Zahn" |
| 2005            | Die Abstauber - Herrenjahre sind keine Lehrjahre | Sebastian Halt       | -                       |
| 2004            | Nachtschicht                                     | Simón Kramer         | episodio "Vatertag"     |
| 2000            | Auf eigene Gefahr                                | Richie               | -                       |

## Premios y nominaciones
| Año  | Categoría                                                             | Premio                                              | Serie/Película                     | Resultado |
| ---- | --------------------------------------------------------------------- | --------------------------------------------------- | ---------------------------------- | --------- |
| 2015 | Best German Actor                                                     | Golden Camera Award                                 | Tatort                             | Nominado  |
| 2014 | Best German Actor                                                     | Jupiter Award                                       | Das Leben ist nichts für Feiglinge | Nominado  |
| 2014 | Favorite Actor in a Series                                            | Romy Award                                          | Tatort                             | Nominado  |
| 2013 | Fiction (junto a Johannes Fabrick y Dorothee Schön)                   | Adolf Grimme Award                                  | Der letzte schöne Tag              | Ganadores |
| 2012 | Best Actor                                                            | German Television Award                             | Der letzte schöne Tag              | Ganador   |
| 2012 | Best Actor in a Movie Made for Television                             | Bavarian TV Award                                   | Der letzte schöne Tag              | Nominado  |
| 2011 | Reader's Choice (junto a Hannes Jaenicke, Ulrich Noethen...)          | Bambi Award                                         | Hindenburg                         | Nominados |
| 2011 | Best Actor                                                            | Thessaloniki Film Festival                          | Der Brand                          | Ganador   |
| 2006 | Best Actor                                                            | Málaga International Week of Fantastic Cinema Award | Antikörper                         | Nominado  |
| 2005 | Best Actor (junto a Peter Fitz, Günther Maria Halmer, entre otros...) | Hessian TV Award                                    | Die Konferenz                      | Ganadores |
| 2005 | Best Actor                                                            | Málaga Spanish Film Festival                        | Antikörper                         | Ganador   |
| 2004 | Best Actor                                                            | New Faces Award                                     | Eierdiebe                          | Nominado  |
| 2002 | Best Actor in a Movie Made for TV                                     | German TV Award                                     | Liebe und Verrat                   | Nominado  |
| 2002 | Best Actor in a Movie Made for TV                                     | German TV Award                                     | Hat er Arbeit?                     | Nominado  |